# 万亭応賀
万亭 応賀（まんてい おうが、1819年（文政2年）頃 - 1890年（明治23年）8月30日）は、幕末から明治時代に活躍した戯作者である。本姓は服部。名は孝三郎（長三郎とも）。別号に春頌斎。

## 経歴・人物
勾当の服部長狭の長男として江戸に生まれる。幼年期に常陸下妻藩井上家に仕えたが、後に戯作に転向する。松亭金水、梅亭金鵞等多くの戯作者の補助となり、彼らが刊行した戯作物の執筆に携わった。これによって、応賀自身も執筆し、幕末の動乱期における代表的な戯作者となった。
明治維新後には、文明開化による日常生活の西洋化を批判した戯作物を多く刊行した。この作風は仮名垣魯文とは対照的であった。没後も、応賀が執筆したものの多くは長編合巻であり、多くの作者に彼の手法を取り入れる等、作風に影響を与えた。

## 主な著作物

### 主著
- 『釈迦八相倭（文庫）』- 全58編、232冊からなる長編合巻。1845年（弘化2年）～1871年（明治4年）に刊行。
- 『高祖朝日衣』- 1850年（嘉永3年）に初編が刊行。

### その他の著書
- 『聖徳太子大和鏡』
- 『和談三才図笑』- 1873年（明治6年）に刊行。
- 『日本女教師』- 1874年（明治7年）に刊行。
- 『明良双葉草』